# Salarievo (métro de Moscou)
Salarievo (en russe : Сала́рьево et en anglais : Salaryevo), est une station de la ligne Sokolnitcheskaïa (ligne 1 rouge) du métro de Moscou, située, près du village Salarievo (ru), sur le territoire du raïon de Moskovski, dans le district administratif de Novomoskovski de Moscou.
Elle est mise en service en février 2016 lors de l'ouverture du prolongement de Roumiantsevo à Salarievo, qui devient le terminus de la ligne.
La station est ouverte tous les jours aux heures de circulation du métro.

## Situation sur le réseau
Établie en souterrain, à 12 mètres au-dessous du niveau du sol, la station terminus Salarievo est située au point 0210+15 de la ligne Sokolnitcheskaïa (ligne 1 rouge), après la station Roumiantsevo (en direction de Boulvar Rokossovskogo.
Après la station il y a une jonction entre les tunnels et sept voies de garage en impasses.

## Histoire
La station Salarievo est mise en service le 15 février 2016, lors de l'ouverture à l'exploitation du tronçon de Roumiantsevo à Salarevo. C'est la 200e station du réseau et la deuxième située dans l'extension sud-ouest de Moscou, près du village de Salarievo, à qui elle doit son nom, et de l'autoroute M3 qui relie Moscou à Kiev. Elle est prévue pour un transit de 25 mille voyageurs à l'heure.
Elle est conçue par les architectes F.I.Tarasov, N.D.Deev et D.Zh.Polyakov, dans le style constructivisme russe avec une décoration utilisant la répétition de la figure géométrique carré, déclinée, au sol, au plafond et sur les murs, avec différents matériaux et colories. Au niveau de la surface, elle dispose de deux pavillons l'un pour les entrées et l'autre pour les sorties car sa conception interne prévoit une séparation des flux entrants et sortants. Suivant ce principe le quai central, encadré par deux voies, n'est accessible que par un côté, l'autre étant réservé à la sortie.

Architecture et décoration
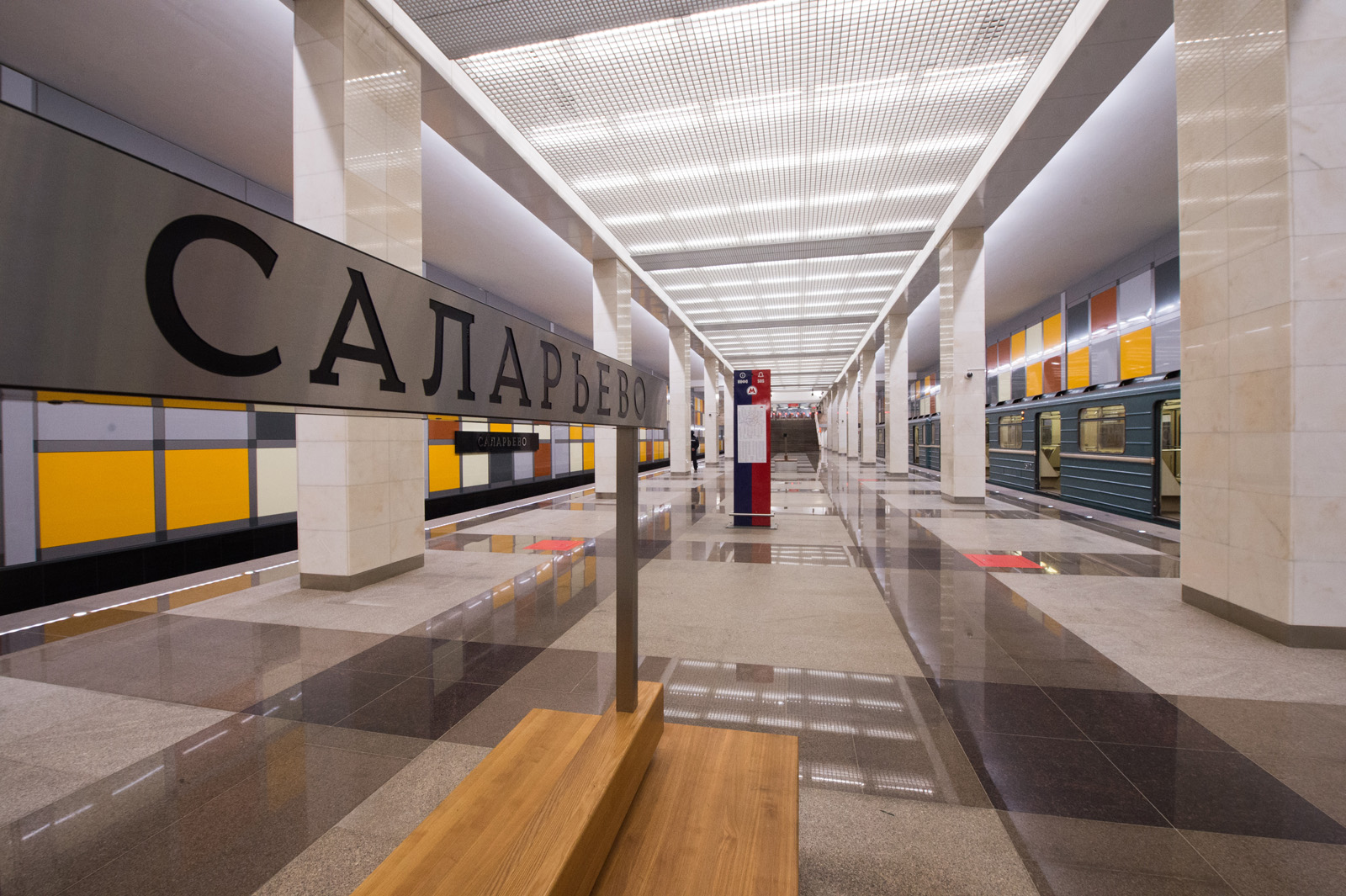
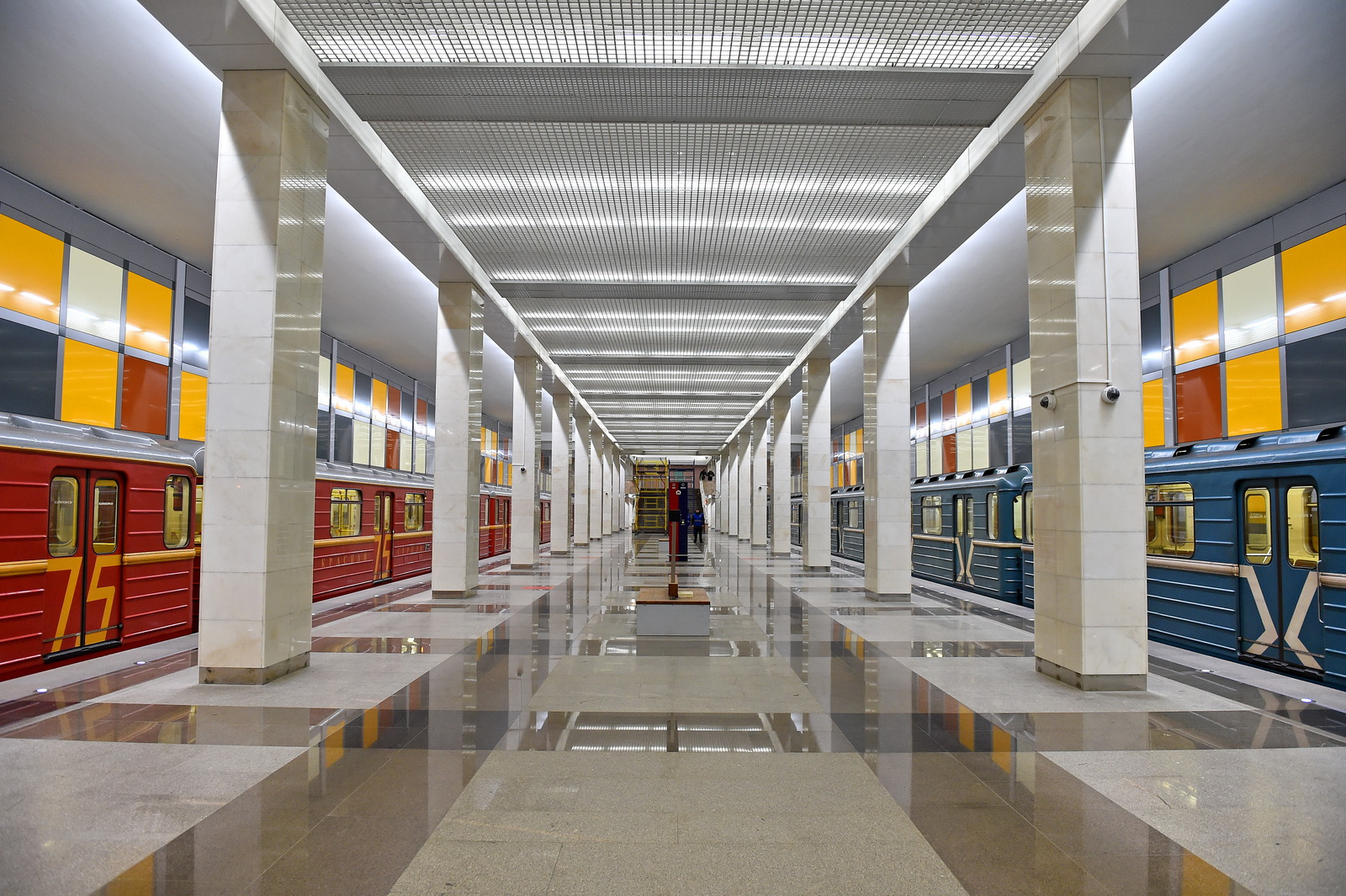
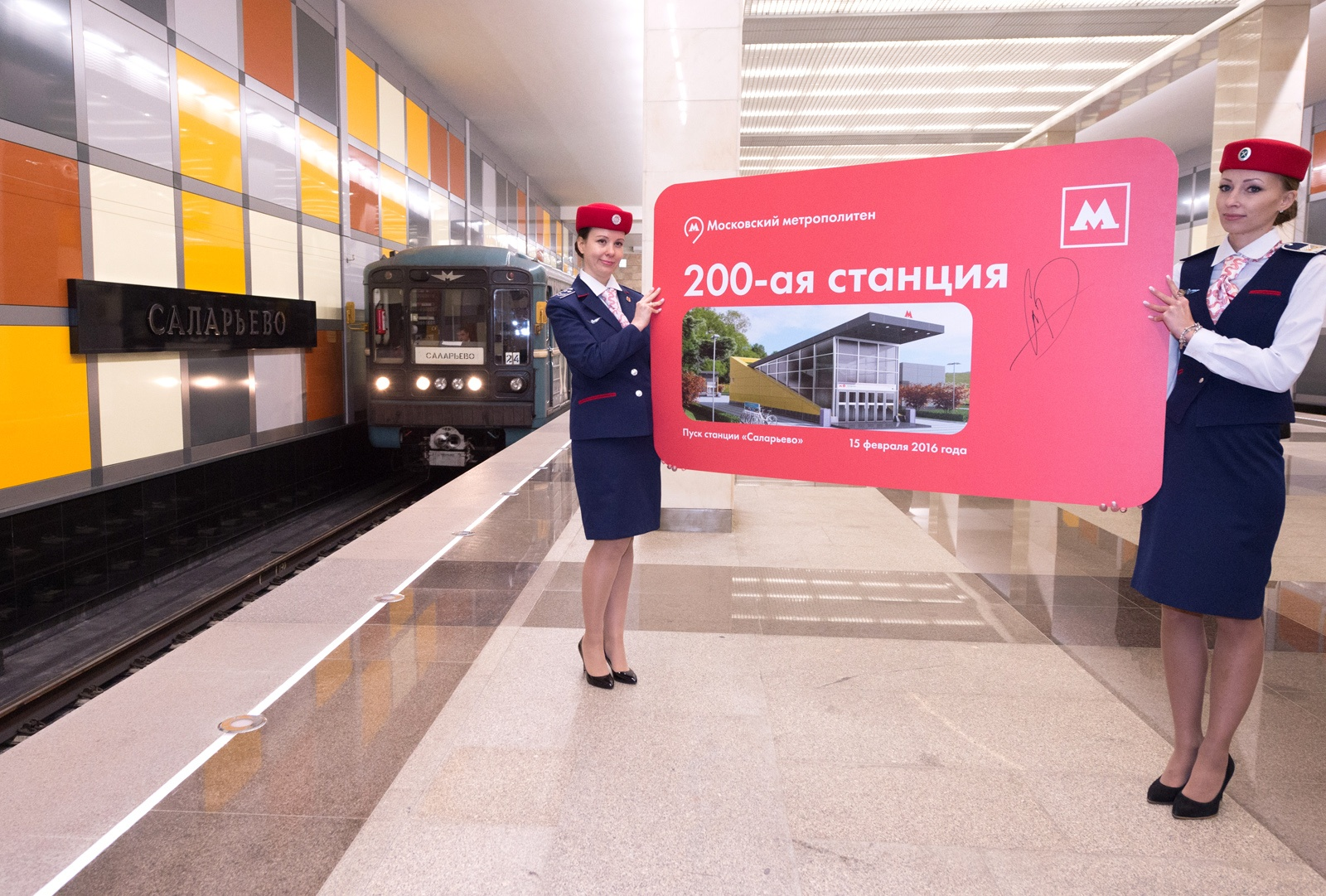

## Services aux voyageurs

### Accès et accueil
Un pavillon au niveau du sol est l'unique entrée. Elle est équipée de guichet, d'automates et de portillons. Elle est accessible aux personnes à mobilité réduite car elle dispose notamment d'ascenseur en plus des escaliers traditionnels et mécaniques.

## Projets
La station n'a pas vocation à rester un terminus, un prolongement de la ligne est prévu, avec quatre stations situées au niveau du sol. Ce projet confirmé en juillet 2016 a pour échéance la fin de l'année 2018 ou le début de 2019.